# Лобівські Копальні
Лобівські Копальні (до 2016 — Кра́сний Ко́лос) — село в Україні, в Антрацитівській міській громаді Ровеньківського району Луганської області. Населення становить 183 особи (за станом на 2001 рік). Орган місцевого самоврядування — Ясенівська селищна рада.

## Географії
Сусідні населені пункти: села Залізничне (примикає), Рафайлівка, Леськине, Іллінка, селища Гірник та Тацине на півдні, село Лози, смт Михайлівка, селище Кошари, місто Ровеньки на південному сході, смт Картушине, селище Новоукраїнка та село Вербівка на сході, Картушине, Ребрикове, Мечетка на північному сході, селище Ясенівський (примикає), село Зеленодільське на півночі, Зелений Курган, селища Ковпакове, смт Щотове, Кам'яне на північному заході, місто Антрацит на заході, смт Верхній Нагольчик на південному заході.

## Населення

### Мова
Розподіл населення за рідною мовою за даними перепису 2001 року:
| Мова       | Кількість | Відсоток |
| ---------- | --------- | -------- |
| російська  | 170       | 92.9%    |
| українська | 13        | 7.1%     |
| Усього     | 183       | 100%     |